# Дервишка Могила
Дерви́шка Моги́ла (болг. Дервишка могила) — село в Хасковській області Болгарії. Входить до складу общини Свиленград.

## Населення
За даними перепису населення 2011 року у селі проживала 21 особа, усі — болгари.
Розподіл населення за віком у 2011 році:
Динаміка населення: